# Snirkel
Snirkel (eller chokoladepynt) er i sammenhæng med kage og desserter ofte små og skrøbelige "tegninger", der bruges som blikfang. Ordet betyder egentlig en uregelmæssig spiral
Disse æstetiske stykker laves ofte af konditorer, men findes ved lejlighed også inden for bagerfaget. Konditorers typisk større erfaring med små og delikate kunstværker, som kræver tid og ro, overlader dem dog oftere med produktionen af snirkler.
En snirkel lavet af chokolade vejer ikke mere end et par gram, og tilføjer derfor ikke kager og desserter nogen betydelig smagsoplevelse, men er effektive, når folks visuelle appetit skal vækkes.

## Fremstilling
En kornet (lille kræmmerhus) af bagepapir formes og fyldes ca. halvt med opvarmet (altså flydende) chokolade. Der laves en lille åbning i den spidse ende af kornetten, og der tegnes på et andet stykke bagepapir. Da snirkler er meget skrøbelige og skal behandles med stor forsigtighed, er det lettere hvis:
- Bagepapiret som tegnes på, ligger på en kold bageplade, så chokoladen hurtigt størkner og alle snirklerne let kan transporteres rundt.
- Snirklerne kommes i et køleskab eller en fryser, og derefter tegnes over igen, med et ekstra lag chokolade for at gøre dem lidt mindre skrøbelige.
- Man har skabeloner, af hvad der skal tegnes, på et stykke papir som ligger under det bagepapir, der tegnes på.
- En fladt redskab (f.eks. en paletkniv) benyttes til at løfte snirklerne, når de er faste og skal bruges.

## Eksempler
Snirkler begrænses typisk til en todimensionel tegning i chokoladens brune farve, men kan af erfarne "snirkelmagere" laves både tre dimensioner og i andre farver.
Tegningerne kunne f.eks. være en/et:
- Sommerfugl
- Noder og ting med bløde kurver
- Julens symboler som en stjerne, hjerter, eller juletræer
- Harper
- Tal og bogstaver, som f.eks. sammensatte navne, højtider som "Godt nytår" eller et bestemt årstal.